# A. Smit
A. Smit ( 1941 ) es un profesor, y botánico estadounidense.
- La abreviatura «A.Smit» se emplea para indicar a A. Smit como autoridad en la descripción y clasificación científica de los vegetales.[2]